# Sanyo MPC 100
Sanyo MPC 100 (MPC 100) је кућни рачунар, производ фирме Санио (Sanyo) који је почео да се израђује у Јапану током 1984. године.
Користио је Zilog Z80A као централни микропроцесор а RAM меморија рачунара MPC 100 је имала капацитет од 64 KB. 
Као оперативни систем кориштен је MSX DOS (са опционом дискетном јединицом).

## Детаљни подаци
Детаљнији подаци о рачунару MPC 100 су дати у табели испод.
|                       |                                                                                               |
| [ 1 ]                 |                                                                                               |
| Произвођач            | Санио                                                                                         |
| Тип                   | кућни рачунар                                                                                 |
| Меморија              | 64 KB                                                                                         |
| Поријекло             | Јапан                                                                                         |
| Година                | 1984                                                                                          |
| Тастатура             | тастатура са пуним помаком тастера (укључујући 5 F-тастера са 10 функција и 4 тастера смјера) |
| Процесор              |                                                                                               |
| Фреквенција процесора | 3,58                                                                                          |
| RAM                   | 64 KB                                                                                         |
| ROM                   | 32 BASIC/BIOS (MSX BASIC V1.0)                                                                |
| Текст                 | мод 0: 40 x 24                                                                                |
| Графика               | мод 2: 256 x 192 са 16 боја (висока резолуција)                                               |
| Боја                  | 16                                                                                            |
| Звук                  | General Instruments AY-3-8910 програмибилни генератор звука                                   |
| Димензије             | 50 (ширина) x 18 (дубина) x 5 (висина)                                                        |
| Портови               |                                                                                               |
| Оперативни систем     | (са опционом дискетном јединицом)                                                             |